# 青春大学
青春大学（せいしゅんだいがく）とは東京都文京区に存在する社会人を対象とした生涯教育を行う機関の名称。学長は玉村静一郎。校名には「大学」が含まれているが、学校教育法で定められた制度上の大学ではなく、実態は私的な教養・技能教授業であり、家庭用医療機器（クラス2）の効果的な使用法や脊髄通電による健康法を教授している。

## 沿革
- 1985年 - 健康医学研究会発足。
- 1991年 - 株式会社健康医学研究学院に発展。
- 1996年 - 青春大学に発展。
- 1998年 - 青春大学の名称が商標登録として、特許庁より正式に認可される。

- 2005年4月 - 玉村静一郎出演による「玉ちゃんの青春カラオケ大学」をテレビ愛知、千葉テレビから提供開始。
- 2007年4月 - 番組名を「玉ちゃんのいきいき青春歌謡塾」に改称。
- 2011年4月 - テレビ愛知以外の地上波放送をBSのワールド・ハイビジョン・チャンネルに移行。
- 2014年9月 - 同番組の提供を終了。